# Rue des Récollets (Liège)
Pour les articles homonymes, voir Rue des Récollets.
La rue des Récollets est une rue du quartier d'Outremeuse à Liège qui mène au couvent des Récollets et à l'église Saint-Nicolas. Elle relie la rue Puits-en-Sock à la rue Fosse-aux-Raines. On y trouve la maison natale du compositeur André Ernest Modeste Grétry qui est aujourd'hui devenu le musée Grétry.

## Odonymie
Son nom désigne le couvent des Récollets implanté dans la rue Fosse-aux-Raines voisine.